# 卡尔利夫卡 (哈尔科夫州)
50°4′42″N 35°25′32″E / 50.07833°N 35.42556°E
卡尔利夫卡（烏克蘭語：Карлівка），2024年9月前名为佩爾紹特拉夫內韋（烏克蘭語：Першотравневе），是位於烏克蘭東部的村莊，由哈爾科夫州博霍杜希夫區的博霍杜希夫市鎮負責管轄。該村始建於1764年，面積0.6平方公里，海拔高度148米，2001年人口345，人口密度每平方公里575人。
2024年9月19日，乌克兰最高拉达将此村的名字改为卡尔利夫卡。